# Willi Raffenberg
Willi Raffenberg (Lebensdaten unbekannt) war ein deutscher Fußballspieler.

## Karriere
Raffenberg gehörte dem Kölner FC 1899 an, für den er in den vom Rheinisch-Westfälischen Spiel-Verband ausgetragenen Meisterschaften die Saison 1905/06 im Bezirk Köln als Abwehrspieler Punktspiele bestritt. In einer sechs Mannschaften umfassenden Bezirksliga, setzte er sich mit seiner Mannschaft mit zwei Punkten Vorsprung vor dem Bonner FV durch. Als einer von vier Bezirksmeistern nahm der Kölner FC 1899 an der Endrunde um die Westdeutsche Meisterschaft teil. Punktgleich mit dem Duisburger SpV wurde ein Entscheidungsspiel notwendig, das der Kölner FC 1899 am 29. April 1906 mit 3:2 für sich entschied. Mit diesem Erfolg war seine Mannschaft an der Teilnahme für die Endrunde um die Deutsche Meisterschaft berechtigt. In seinem einzigen Endrundenspiel, das am 6. Mai 1906 in Mannheim gegen den 1. FC Pforzheim mit 2:4 n. V. verloren wurde, erzielte er mit dem Treffer zum 1:0 in der 25. Minute sein einziges Tor.

## Erfolge
- Teilnahme an der Endrunde um die Deutsche Meisterschaft 1906
- Westdeutscher Meister 1906
- Bezirksmeister Köln 1906